# Chlorestes eliciae
El zafiro de Elicia (Chlorestes eliciae) es una especie de ave apodiforme de la familia Trochilidae —los colibríes— perteneciente al género  Chlorestes, anteriormente incluida en el género  Hylocharis . Es nativo de Belice, Colombia, Costa Rica, El Salvador, Guatemala, Honduras, México, Nicaragua y Panamá. Vive en bosque tropical y subtropical y bosque muy degradado.

## Subespecies
Se distinguen las siguientes subespecies:
- Chlorestes eliciae earina Wetmore, 1967
- Chlorestes eliciae eliciae (Bourcier & Mulsant, 1846)